# DEIF A/S
DEIF A/S (Dansk Elektro Instrument Fabrik) er en global leverandør af styrings- og instrumenteringsløsninger. Virksomheden har hovedsæde i Danmark og designer, fremstiller og markedsfører styrings- og instrumenteringsløsninger til brug inden for decentral energiproduktion og aktiviteter på marine- og offshoreområdet.
DEIF blev etableret i 1933 af Erling Foss – søn af den kendte entreprenør Alexander Foss – og hans to partnere. Firmaets hovedbeskæftigelse var at håndsamle og montere elektromagnetiske måleinstrumenter.
I dag ejes og ledes DEIF af grundlæggernes søn, Toke Foss. DEIF’s produkter omfatter nu videnintensive forretningsområder som motor- og generatorstyringer, strømtavleinstrumentering, broinstrumentering, styringer inden for vedvarende energi og vindkraftteknologi.
DEIF har datterselskaber i Norge, Tyskland, Storbritannien, Frankrig, Brasilien, Indien, Kina, USA, Korea, Mexico og Singapore.